# Pafo
Pafo (in greco Πάφος?, Pafos, in turco Baf) è una cittadina e comune di Cipro. Antica città portuale all'estremità occidentale di Cipro, era nota per la presenza di un santuario dedicato ad Afrodite, che secondo la mitologia greca era nata qui. Pafo era anche il nome della figlia di Galatea e Pigmalione secondo Le metamorfosi di Ovidio.
Pafo è stata capitale europea della cultura per il 2017 assieme ad Aarhus.

## Geografia fisica
La cittadina sorge sul Mar di Levante, nella parte sudoccidentale di Cipro ed al centro del distretto omonimo, di cui è capoluogo e centro maggiore.

## Storia
All'epoca dell'Impero romano Pafo era la capitale dell'isola; vestigia di quel passato restano nelle rovine del Palazzo del Governatore, abbellito da splendidi mosaici. Proprio per i suoi famosi resti archeologici, nel 1980 Pafo è stata inserita nell'elenco dei Patrimoni dell'umanità dell'UNESCO.
Viene anche citata negli Atti degli Apostoli (13,6-11) dove san Paolo rende temporaneamente cieco il mago Elima per essersi questi opposto alla sua predicazione.

## Cultura
- Tombe dei Re (in greco: Τάφοι των Βασιλέων) - grande necropoli situata a circa due chilometri a nord-ovest di Pafo. Il sito è patrimonio Unesco.
- Museo archeologico

## Geografia antropica

### Frazioni
- Tsada

## Amministrazione

### Gemellaggi
- Kalamarià (Grecia)
- Prevesa (Grecia)
- Lamia (Grecia)
- Corfù (Grecia)
- Mitilene (Grecia)
- Anzio (Italia)

## Sport

### Calcio
La squadra principale della città è oggi il Pafos FC, club nato nel 2014 dall'unione tra AEK Kouklion e AEP Paphos. Disputa i propri incontri interni presso lo stadio Stelios Kyriakides, precedentemente noto come stadio Pafiako.